# ۱۱۸۸ (خورشیدی)
۱۱۸۸ هزار و صد و هشتاد و هشتمین سال هجری خورشیدی است.